# Сражение при Монморанси
Битва при Монморанси (англ. Battle of Montmorency), Битва при Бопоре (фр. La bataille de Beauport) — сражение, состоявшееся между британскими и французскими войсками под Квебеком недалеко от устья реки Монморанси 31 июля 1759 года во время Франко-индейской войны.
После череды побед французских войск в Северной Америке в 1756 году в войне наступил перелом в пользу британцев. Французы потеряли несколько приграничных фортов, а в 1758 году оставили важный морской порт Луисбург. В 1759 году британские войска под руководством генерала Джеймса Вольфа осадили последний французский порт в Северной Америке — Квебек.
Командующий британскими войсками под Квебеком генерал Джеймс Вольф принял решение 31 июля 1759 года высадить десант к востоку от города и атаковать французские войска, закрепившиеся вблизи поселения Бопор (фр. Beauport) на левом берегу реки Святого Лаврентия к западу от впадения в неё реки Монморанси. Несмотря на мощную артиллерийскую поддержку флота, британские войска потерпели поражение в бою, чему способствовал как прицельный огонь французских солдат и ополченцев, так и крутые склоны берега, помешавшие британцам развить наступление. Неудаче британцев немало способствовал и проливной дождь, сильно затруднивший продвижение их войск. В результате британские войска были вынуждены отступить и вернуться на свою базу, потеряв под огнём французов около 440 солдат убитыми и ранеными. В то же время потери французских войск в бою составили всего около 70 человек.